# پالما د مایورکا
پالما (کاتالان: Palma) یا پالما دِ مایورکا (کاتالان: Palma de Mallorca) بزرگ‌ترین شهر و پایتخت بخش خودمختار جزایر بالئاری در پادشاهی اسپانیا و مهم‌ترین شهر و بندر جزیرهٔ مایورکا است. جمعیت آن ۴۰۱٬۲۷۰ نفر (۲۰۰۹) و مساحتش ۲۱۳ کیلومتر مربع است.

## مترو
متروی پالما در سال ۱۹۹۵ تأسیس شده و هم‌اکنون دارای ۲ خط و ۱۶ ایستگاه می‌باشد.

پالما د مایورکا